# Умберто Ломбардо
Умберто Ломбардо (італ. Umberto Lombardo; 18 жовтня 1905, Монтеманьо-Монферрато — 9 серпня 1990) — Італійський футболіст, що грав на позиції захисника.

## Клубна кар'єра
Виховувався в клубі «Алессандрія», а в 1925 році він переїхав до «Дженоа», в складі якого дебютував у вищому дивізіоні 11 жовтня 1925 року під час домашньої перемоги «Россоблю» над «Міланом» з рахунком 2:1.
У роки виступів у Генуї Ломбардо боровся зі своїм клубом за Скудетто, наблизившись до цього в сезонах 1927–1928 та 1929-1930 років, коли команда було другою.
В 1929 році «Дженоа» стала учасником Кубка Мітропи, престижного європейського турніру для найсильніших клубів Європи. Італія вперше мала брати участь, тому не встигла узгодити календар. Найсильніші команди сезону «Болонья» і «Торіно» не могли взяти участь, бо саме мали проводити фінальні матчі за звання чемпіона. Був проведений міні-турнір для визначення представників від Італії, в якому перемогли «Ювентус» і «Дженоа». Представник Генуї зустрічався з «Міланом». Матч закінчився нічиєю 2:2, а рятівний гол в складі «Дженоа» на 80-й хвилині забив Ломбардо. Перегравання також принесло нічию — 1:1, тому переможця визначив жереб, що посміхнувся «Дженоа».
Сам виступ в Кубку Мітропи 1929 вийшов для «Дженоа» невдалим, адже команда в чвертьфіналі розгромно поступилась австрійському «Рапіду» — 1:5 у Відні і 0:0 в Генуї.
Влітку 1930 року «Дженоа» знову брала участь у Кубку Мітропи, але цього разу кваліфікувалась як віце-чемпіон Італії. За волею жереба, команда другий рік поспіль в чвертьфіналі зіграла з віденським «Рапідом». В першому матчі в Генуї суперники зіграли внічию 1:1, а у Відні без участі Ломбардо впевнену перемогу здобули австрійці — 1:6.
У 1931 році покинув «Дженоа», щоб повернутися до рідного клубу «Алессандрія», що також виступав у Серії А. В сезоні 1936-1937 років клуб посів останнє місце в лізі, опустившись до Серії B.
У сезоні Серії В 1937—1938 рр. п'ємонтська команда була близька до того, щоб одразу повернутися до вищого дивізіону, набравши рівну кількість очок з «Моденою» та «Новарою». Але обидвом програла в матчах плей-офф.
У наступному сезоні Ломбардо зіграв за клуб лише два матчі, а наприкінці спортивного року завершив кар'єру.

## Виступи за збірні
У 1928 році Ломбардо взяв участь у чемпіонаті світу серед студентів, який Італія виграла. Умберто зіграв лише в одному матчі.

## Статистика виступів

### Статистика виступів у Кубку Мітропи
| №                      | Розіграш               | Стадія                 | Дата та місце проведення | Команда 1              | Рахунок | Команда 2      | Голи |
| ---------------------- | ---------------------- | ---------------------- | ------------------------ | ---------------------- | ------- | -------------- | ---- |
| 1                      | 1929                   | 1/4                    | 23.06.1929 Відень        | Рапід (Відень)         | 5:1     | Дженоа         |      |
| 2                      | 1929                   | 1/4                    | 18.07.1929 Генуя         | Дженоа                 | 0:0     | Рапід (Відень) |      |
| 3                      | 1930                   | 1/4                    | 13.07.1930 Генуя         | Дженоа                 | 1:1     | Рапід (Відень) |      |
| Всього у кубку Мітропи | Всього у кубку Мітропи | Всього у кубку Мітропи | Всього у кубку Мітропи   | Всього у кубку Мітропи | 3       |                | 0    |

## Титули і досягнення
- Срібний призер Серії А (2):

«Дженоа»: 1928, 1930